# Pachyneuronella
Pachyneuronella is een geslacht van vliesvleugeligen uit de familie Pteromalidae. De wetenschappelijke naam van dit geslacht is voor het eerst geldig gepubliceerd in 1913 door Girault.

## Soorten
Het geslacht Pachyneuronella is monotypisch en omvat slechts de volgende soort:
- Pachyneuronella viridis Girault, 1913